# نزار عابدين
نزار عابدين (18 يوليو 1946 - 1 يونيو 2021)، إعلامي وأديب وكاتب وباحث سوري.

## نشأته
ولد نزار عابدين في السلمية حيث نشأ وترعرع، انتقل إلى دمشق في أواخر الستينات للعمل ومتابعة تحصيله الجامعي.

## دراسته الأكاديمية
- حصل على شهادة «الليسانس» في الفلسفة وعلم النفس في جامعة دمشق عام 1972
- حصل على شهادة «الليسانس» في الأدب العربي في جامعة دمشق عام 1972

## مسيرته العملية
- 1975 – 1980: إذاعة دمشق: مذيع وقارئ أخبار وتعليقات ومذيع نقل خارجي ومعد ومقدم برامج
- انتقل إلى العيش في قطر عام 1980 حيث عمل في إذاعة قطر كمذيع وقارئ أخبار وتعليقات ومذيع نقل خارجي ومعد ومقدم برامج
- 2008 حتى 2021: معد ومقدم برامج في إذاعة قطر

## أعماله

### مؤلفاته
- سبع مجموعات قصصية منها: «النار والجليد»، «الخروج من الباب الكبير»، «الإضراب».
- كتابان في النقد الاجتماعي والسياسي: «هكذا تكلم عبد الله بن قحطان العدناني» و «وشم على حدقات العيون».
- كتابان في الدراسات الشعرية: «الأسر في الشعر العربي» و «الغزل في الشعر العربي» (طبعتان).
- ترجمة كتاب «البخلاء» للجاحظ: إعادة كتابة بلغة العصر تغني القارئ العربي عن الرجوع إلى المراجع.
- الانتبــاه: مجمـوعة قصصـيـة.
- أفروديت العـربيـة: مواصفات ملكات الجمـال عند العرب.
- مداعبات لغـوية: تعقيبـات على الأخطـاء الشـائعـة ولاسـيما عنـد الكتاب الصحفييـن.
- جنـايـات الإعلام والإعلان على لغة البيان والقرآن.

### المخطوطات
- شـعراء اليتيمة: الشـعراء الذين لم يصلنا من شـعرهم إلا قـصـيـدة واحـدة (ثلاثـة مـجـلـدات، اثنـان للـشـــعـراء والثالـث للشـاعـرات).
- مـئـات القـصــائـد التـي لـم تجـمـع في دواويـن.
- أربـع مسرحيات.

## وفاته
توفي في الأول من يونيو/حزيران عام 2021 بعد أن تردى وضعه الصحي نتيجة إلتهاب القدمين وانسداد الشرايين ما أدى إلى قصور في بقية الأعضاء وانتهى بأزمة قلبية. 

## وصلات خارجية
- الموقع الرسمي لنزار عابدين